# Börstingtjärnen
Börstingtjärnen är en sjö i Jokkmokks kommun i Lappland och ingår i Luleälvens huvudavrinningsområde. Sjön har en area på 0,0624 kvadratkilometer och ligger 400,7 meter över havet.

## Delavrinningsområde
Börstingtjärnen ingår i det delavrinningsområde (739185-169158) som SMHI kallar för Mynnar i Letsimagasinet. Medelhöjden är 322 meter över havet och ytan är 10,86 kvadratkilometer. Räknas de 6 avrinningsområdena uppströms in blir den ackumulerade arean 77,86 kvadratkilometer. Harrijaurebäcken som avvattnar avrinningsområdet har biflödesordning 3, vilket innebär att vattnet flödar genom totalt 3 vattendrag innan det når havet efter 163 kilometer. Avrinningsområdet består mestadels av skog (89 procent). Avrinningsområdet har 0,3 kvadratkilometer vattenytor vilket ger det en sjöprocent på 2,8 procent.